# سیارک ۱۶۷۹۶۰
سیارک ۱۶۷۹۶۰ (به انگلیسی: 167960 Rudzikas، نامگذاری:2005EV249) صد و شصت و هفت هزار و نهصد و شصتمین سیارک کشف شده‌است که در ۱۳ مارس ۲۰۰۵ کشف شد.